# Saurierpark Kleinwelka

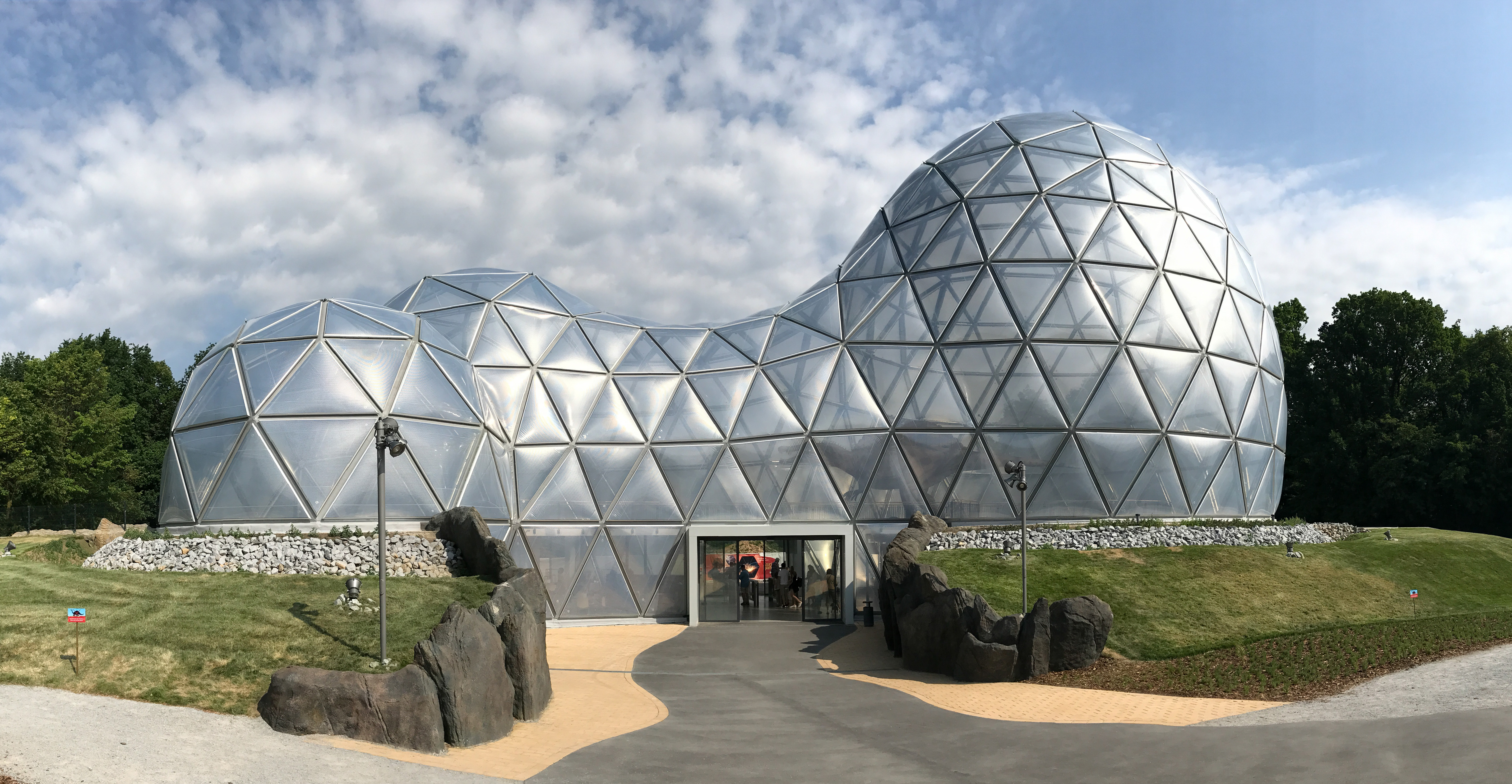
Das „Mitoseum“ – Haupteingang des Saurierparks

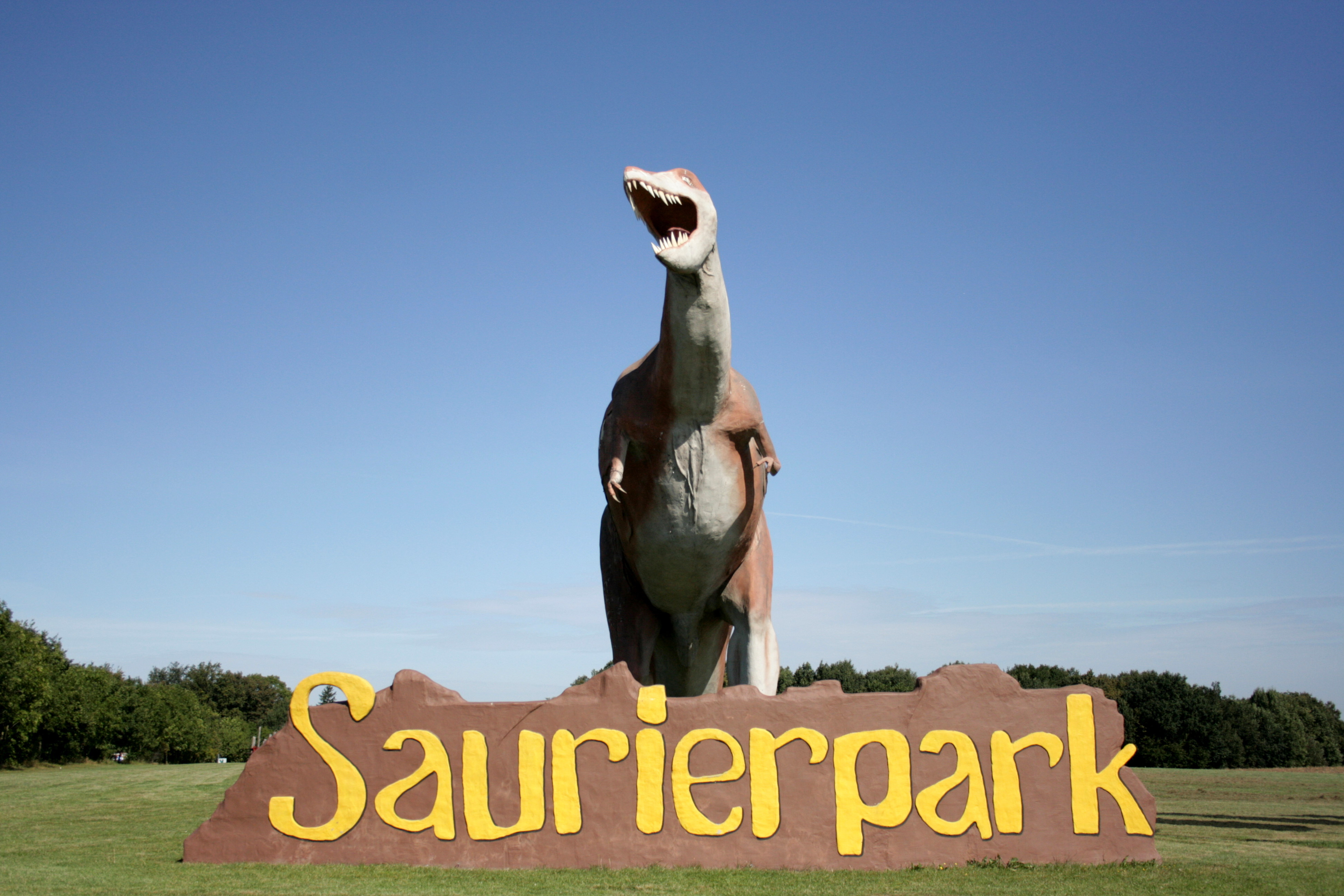
Saurierplastik an der Einfahrt zum Saurierpark

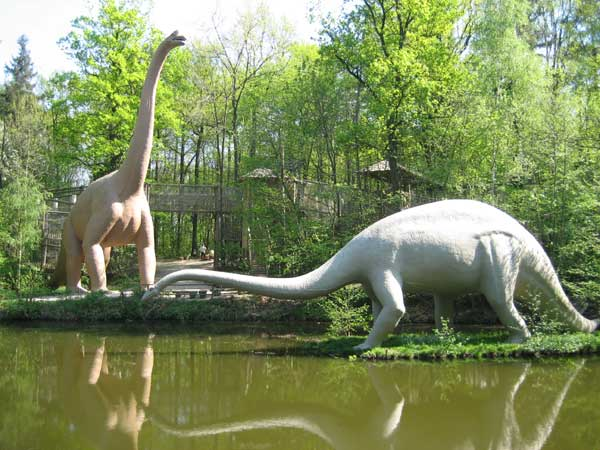
Brachiosaurus und Diplodocus am Parkteich

Der Saurierpark Kleinwelka ist mit 16 Hektar der größte Saurierpark in Deutschland. Die in ihrer Größe und Art einmalige Anlage liegt zwischen den Bautzener Ortsteilen Kleinwelka und Großwelka. Sie entstand aus dem direkt angrenzenden Sauriergarten Großwelka. In den beiden Anlagen befinden sich über 200 lebensgroße Plastiken von Dinosauriern und anderen urzeitlichen Lebewesen, vor allem Reptilien, Amphibien und Säugetieren aus Ur-, Stein- und Neuzeit.

## Entwicklung
Die Geschichte des Saurierparks beginnt im direkt benachbarten Sauriergarten Großwelka.
Auf seinem Grundstück in Großwelka begann 1978 Franz Gruß mit der Modellierung von urzeitlichen Sauriern nach wissenschaftlichen Rekonstruktionen in Originalgröße aus Stahlgeflecht und Beton. Schnell entwickelte sich sein der Öffentlichkeit zugänglicher Garten zu einem Besuchermagnet. Um dem großen Interesse nachzukommen, dehnte Franz Gruß ab 1981 im Auftrag der Gemeinde Kleinwelka die Ausstellung auf das angrenzende gemeindeeigene Parkgrundstück aus. Dieses Gelände bildete den Kern des heutigen Saurierparks Kleinwelka. Fortan arbeitete Gruß im Auftrag der Gemeinde. In seiner Freizeit stellte er weiterhin auch Plastiken auf seinem eigenen Grundstück auf und sein Privatgelände gehörte praktisch zum Saurierpark.
1990 entstand ein Streit zwischen dem Künstler und der Gemeinde um die Einnahmen aus dem Saurierpark. Da die Gemeinde diese für sich beanspruchte, stellte Franz Gruß 1991 seine Tätigkeit im Saurierpark ein und beschränkte seine Arbeit auf die eigene – um Nachbargrundstücke erweiterte – Anlage, für die nun ebenfalls Eintritt erhoben wurde. Anders als im Park stehen hier auch Modelle von zum Beispiel Mammuts, Urmenschen und fiktiven Lebewesen. Auf Grund des beengten Platzes im Sauriergarten begann Gruß 1996 mit der Schaffung eines weiteren Urzeitparks in Sebnitz.
Die Arbeiten im Saurierpark führt der Bildhauer Thomas Stern seit 1994 auf Basis neuester paläontologischer Forschungsergebnisse fort.
Seit der Gründung besichtigten rund sechs Millionen Besucher den Park. Die Anlage wurde um ein Saurierkino, eine Ausgrabungsstätte und einen Planetenspielplatz erweitert. Auch siedelten sich weitere Freizeitaktivitäten an wie ein großer Abenteuerspielplatz, der Irrgarten Kleinwelka, ein Miniaturenpark und anderes, die aber nicht direkt zum Park gehören.
Im Jahr 2014 besuchten 220.000 Gäste den Park.
2017 wurde das neue Eingangsportal des Saurierparks, das sogenannte Mitoseum eröffnet. Die Teilung der Urzelle als Ursprung des Lebens prägt die Idee für die Gestaltung des Objektes von Rimpf-Architektur, Hamburg. Ein großer, transparenter Zellkörper, der sich aus drei feuerverzinkten Stahl-Kuppeln zusammensetzt, beherbergt Bistro, Shop und Vortragsraum.
2024 kamen 223.000 Besucher.

## Rundgang
Der waldähnliche Park ist thematisch nach den Erdzeitaltern aufgebaut. Zu den Erdzeitaltern Trias, Jura und Kreide finden sich die jeweils herausragenden Vertreter. Besonders beeindruckend sind die großen Vertreter aus der Jurazeit, dem Reich der Giganten. Die Saurierplastiken sind im Park in die Natur eingebettet. Im See, zwischen unterschiedlich großen Bäumen und Sträuchern oder auf sandigem Untergrund sind einige in die Umgebung gestellt worden, die für ihre Lebensumstände vergleichbar sein könnte. Aber auch mit der Vorstellung der Besucher, sie würden unverhofft im Wald einem fünf Meter großen Ungeheuer gegenüberstehen, wird gespielt. Die Plastiken sind in verschiedenen Lebenssituationen dargestellt, soweit dies durch wissenschaftliche Erkenntnisse belegt ist. In verschiedenen Szenen können die Saurier in Kampfsituationen mit Rivalen, beim Jagen nach Beute oder mit Jungtieren angesehen werden. Eine geordnete Beschilderung informiert fachlich über die Lebensumstände, Fress- und Jagdverhalten und über die Fundorte der Fossilien.

## Plastiken

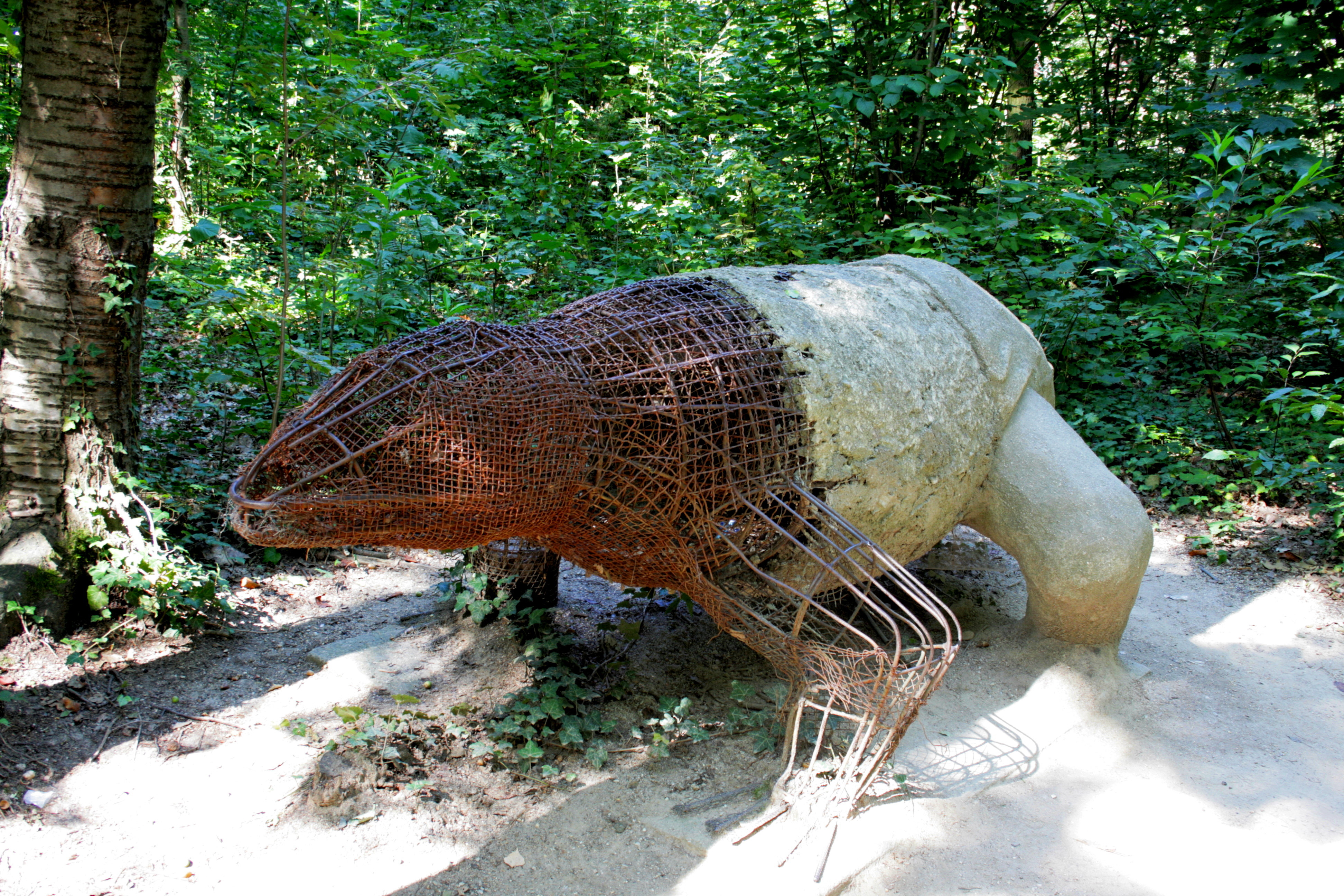
Zu Demonstrationszwecken unfertig gelassenes Sauriermodell

Alle Plastiken im Park wurden nach den zur Entstehungszeit modernsten wissenschaftlichen Vorlagen gefertigt. Besonders der Paläontologe Gottfried Böhme vom Naturkundemuseum in Berlin begleitete die Arbeiten intensiv. So erhielt jede neu errichtete Plastik ein wissenschaftliches Gutachten, das die Richtigkeit der Darstellung bescheinigt.
Auf der Grundlage der wissenschaftlichen Informationen werden Skizzen und später Zeichnungen der neuen Plastik angefertigt. Auf einer großen Tafel direkt neben dem Bauplatz wird die maßstäbliche und detaillierte Bauzeichnung angebracht. Der eigentliche Bau der Plastik beginnt mit dem Aushub der Fundamente. Aus Rundstahl wird dann das grobe „Skelett“ des Sauriers geformt. Um dieses Skelett wird ein feines Drahtgeflecht gezogen, das mit einer ersten drei bis fünf Zentimeter starken Betonschicht bedeckt wird. Auf diese erste Schicht kommt eine zweite, aus der die Details modelliert werden. Die Aushärtungszeit wird genutzt, um Zähne und Krallen aus Blei zu gießen. Die fertiggestellte Plastik erhält einen wetterbeständigen Anstrich.
Fast alle Plastiken bestehen aus Stahl und Beton. Neuere Modelle wurden auch aus Glasfaserkunststoff gebaut.